# Rapoula do Côa
Rapoula do Côa ist eine Gemeinde (Freguesia) im portugiesischen Kreis Sabugal. In ihr leben 268 Einwohner (Stand 19. April 2021).